# كريستين أغارد
كريستين لوريتسن أغارد Christen Lauritsen Aagaard (27 أو 28 يناير 1616 في فيبورغ في الدنمارك - 5 فبراير 1664 في ريبي  )، كان شاعرًا دنماركيًا.
درس من 1635 إلى 1639 في كوبنهاغن. ومنذ عام 1647 كان أستاذاً للشعر في جامعة كوبنهاغن. وفي عام 1651 أصبح رئيس الجامعة وفي عام 1658 محاضرًا في علم اللاهوت في ريبي في جوتلاند وأيضًا واعظًا في فيستر فيدستيد.
ومن بين قصائده اللاتينية كتب Threni Hyperborei، [رثاء الشمال] المنشور في كتيب عام 1648، بمناسبة وفاة كريستيان الرابع ملك الدنمارك. وتم إدراج العديد من قطعه الشعرية في المجلد الأول من كتاب روستغارد Deliciae Poëtarum Danorum (كوبنهاغن 1693). 